# Albugnano rosso
L'Albugnano rosso est un vin rouge italien de la région Piémont doté d'une appellation DOC depuis le 6 mai 1997. Seuls ont droit à la DOC les vins récoltés à l'intérieur de l'aire de production définie par le décret. Les vignobles autorisés se situent à l’extrême nord-ouest de la province d'Asti dans les communes de Albugnano, Pino d'Asti, Castelnuovo Don Bosco et Passerano Marmorito.

## Caractéristiques organoleptiques
- Couleur : rouge rubis plus ou moins intense, parfois avec des reflets grenat.
- Odeur : fin, caractéristique, parfois vineux.
- Saveur : de sec à moelleux, légèrement corsé, plus ou moins tannique, long en bouche, parfois vif.

## Production
Province, saison, volume en hectolitres :
- pas de données disponibles